# Letnie Mistrzostwa Polski w Skokach Narciarskich 2018
Letnie Mistrzostwa Polski w Skokach Narciarskich 2018 – zawody mistrzostw Polski, mające za zadanie wyłonić najlepszych skoczków w kraju na igielicie, rozegrane w październiku 2018.
Pierwszy etap, podczas którego przeprowadzono zmagania seniorek, oraz juniorów w jednej kobiecej i pięciu męskich kategoriach wiekowych odbyły się 7 października 2018 roku na skoczni Skalite w Szczyrku. Drugi etap mistrzostw rozegrany został 27 października w Zakopanem, gdzie rywalizowali seniorzy.
Mistrzostwo wśród kobiet wywalczyła Kamila Karpiel pokonując o ponad piętnaście punktów sklasyfikowaną na drugiej pozycji Annę Twardosz. Brązowy medal przypadł Joannie Szwab, która do drugiego miejsca straciła niespełna dwadzieścia sześć punktów. W zawodach wystartowało łącznie dwanaście zawodniczek.
W najstarszej kategorii juniorskiej mężczyzn złoto zdobył Damian Skupień. Srebrny medal ze stratą prawie dziewięciu punktów wywalczył Jarosław Krzak. Podium zawodów uzupełnił Wiktor Pękala. W tych zawodach na starcie stawiło się jedenastu zawodników.
Letnim mistrzem Polski został Dawid Kubacki. Drugą lokatę zajął Piotr Żyła ze stratą ponad sześciu punktów do zwycięzcy. Podium zawodów uzupełnił Kamil Stoch. Na starcie pojawiło się trzydziestu dziewięciu zawodników, w tym jeden reprezentant Czech.

## Wyniki

### Kobiety – 7 października 2018 – HS77
| Msc. | Zawodniczka          | Klub                         | I seria | II seria | Punkty |
| ---- | -------------------- | ---------------------------- | ------- | -------- | ------ |
| 1.   | Kamila Karpiel       | AZS Zakopane                 | 72,5 m  | 71,0 m   | 230,4  |
| 2.   | Anna Twardosz        | PKS Olimpijczyk Gilowice     | 66,0 m  | 70,5 m   | 214,6  |
| 3.   | Joanna Szwab         | AZS Zakopane                 | 61,0 m  | 66,0 m   | 189,3  |
| 4.   | Kinga Rajda          | LZS Sokół Szczyrk            | 61,0 m  | 64,5 m   | 185,2  |
| 5.   | Magdalena Pałasz     | UKS Sołtysianie Stare Bystre | 60,5 m  | 64,5 m   | 185,0  |
| 6.   | Joanna Kil           | AZS Zakopane                 | 58,5 m  | 63,0 m   | 174,6  |
| 7.   | Nicole Konderla      | WSS Wisła                    | 51,5 m  | 61,5 m   | 149,2  |
| 8.   | Marcelina Bełtowska  | AZS Zakopane                 | 55,0 m  | 55,5 m   | 139,2  |
| 9.   | Róża Pawlikowska     | AZS Zakopane                 | 51,0 m  | 53,0 m   | 122,6  |
| 10.  | Wiktoria Przybyła    | LZS Sokół Szczyrk            | 43,0 m  | 47,5 m   | 86,7   |
| 11.  | Wiktoria Polanowska  | AZS Zakopane                 | 40,5 m  | 46,5 m   | 76,3   |
| 12.  | Wiktoria Kiersnowska | WSS Wisła                    | 42,5 m  | 40,0 m   | 64,5   |

### Mężczyźni – 27 października 2018 – HS140
| Msc. | Zawodnik              | Klub                   | I seria | II seria | Punkty |
| ---- | --------------------- | ---------------------- | ------- | -------- | ------ |
| 1.   | Dawid Kubacki         | TS Wisła Zakopane      | 135,5 m | 136,5 m  | 320,6  |
| 2.   | Piotr Żyła            | WSS Wisła              | 133,0 m | 136,5 m  | 314,1  |
| 3.   | Kamil Stoch           | KS Eve-nement Zakopane | 130,0 m | 134,5 m  | 305,6  |
| 4.   | Stefan Hula           | KS Eve-nement Zakopane | 130,0 m | 132,5 m  | 295,2  |
| 5.   | Jakub Wolny           | LKS Klimczok Bystra    | 126,5 m | 136,5 m  | 290,3  |
| 6.   | Klemens Murańka       | TS Wisła Zakopane      | 128,5 m | 131,5 m  | 275,3  |
| 7.   | Maciej Kot            | AZS Zakopane           | 123,0 m | 131,5 m  | 273,5  |
| 8.   | Tomasz Pilch          | WSS Wisła              | 126,0 m | 130,5 m  | 267,5  |
| 8.   | Aleksander Zniszczoł  | WSS Wisła              | 125,5 m | 133,5 m  | 267,5  |
| 10.  | Przemysław Kantyka    | LKS Klimczok Bystra    | 123,0 m | 130,5 m  | 255,6  |
| 11.  | Paweł Wąsek           | WSS Wisła              | 125,5 m | 126,0 m  | 254,5  |
| 12.  | Andrzej Stękała       | AZS Zakopane           | 124,0 m | 124,5 m  | 251,1  |
| 13.  | Mateusz Gruszka       | AZS Zakopane           | 118,0 m | 125,0 m  | 210,9  |
| 14.  | Kacper Juroszek       | WSS Wisła              | 117,0 m | 120,5 m  | 197,5  |
| 15.  | Krzysztof Leja        | AZS Zakopane           | 113,5 m | 117,0 m  | 195,0  |
| 16.  | Arkadiusz Jojko       | WSS Wisła              | 114,0 m | 120,5 m  | 192,6  |
| 17.  | Damian Skupień        | TS Wisła Zakopane      | 112,5 m | 119,5 m  | 187,6  |
| 18.  | Adam Niżnik           | TS Wisła Zakopane      | 113,5 m | 114,0 m  | 177,5  |
| 19.  | Damián Lasota         | LZS Sokół Szczyrk      | 110,0 m | 116,0 m  | 174,8  |
| 20.  | Szymon Jojko          | WSS Wisła              | 110,0 m | 115,0 m  | 174,0  |
| 21.  | Łukasz Bukowski       | TS Wisła Zakopane      | 113,5 m | 112,0 m  | 171,9  |
| 22.  | Stanisław Ciszek      | AZS Zakopane           | 111,0 m | 113,5 m  | 170,1  |
| 23.  | Karol Niemczyk        | LKS Klimczok Bystra    | 109,5 m | 113,5 m  | 168,9  |
| 24.  | Szymon Zapotoczny     | KS Eve-nement Zakopane | 112,5 m | 110,5 m  | 167,9  |
| 25.  | Szymon Pawłowski      | LKS Klimczok Bystra    | 109,5 m | 112,0 m  | 166,2  |
| 26.  | Artur Kukuła          | WSS Wisła              | 108,0 m | 112,5 m  | 163,9  |
| 27.  | Wiktor Pękala         | LZS Sokół Szczyrk      | 106,5 m | 113,5 m  | 162,5  |
| 28.  | Mateusz Rajda         | LZS Sokół Szczyrk      | 108,5 m | 110,5 m  | 160,2  |
| 29.  | Kacper Stosel         | AZS Zakopane           | 105,0 m | 105,0 m  | 144,0  |
| 30.  | Krystian Zygmuntowicz | LKS Poroniec Poronin   | 120,5 m | 76,5 m   | 113,1  |
| 31.  | Krzysztof Kieta       | WKS Zakopane           | 103,0 m | –        | 68,4   |
| 32.  | Bartosz Czyż          | WSS Wisła              | 98,5 m  | –        | 5,8    |
| 33.  | Dawid Haberny         | KS Chochołów           | 98,5 m  | –        | 58,8   |
| 34.  | Tomasz Piczura        | AZS Zakopane           | 90,0 m  | –        | 41,0   |
| 35.  | Wiktor Fickowski      | LZS Sokół Szczyrk      | 89,0 m  | –        | 39,7   |
| 36.  | Miłosz Krzempek       | WSS Wisła              | 81,0 m  | –        | 22,3   |
| 37.  | Maciej Korzeniowski   | AZS Zakopane           | DNS     | –        | 0,0    |
| 37.  | Wojciech Marusarz     | AZS Zakopane           | DNS     | –        | 0,0    |
| 37.  | Jan Bukowski          | AZS Zakopane           | DSQ     | –        | 0,0    |